# メトカチノン
メトカチノン(methcathinone)は習慣性薬物で、エフェドリンから合成される精神刺激薬である。日本の麻薬及び向精神薬取締法における麻薬として規制されている。化学名は2-(メチルアミノ)-1-フェニルプロパン-1-オンにあたる。
Methylenedioxy-Methcathinone(bk-MDMA)となると、その通称メチロンである。こちらは、メタンフェタミンのβ-ケトン体であり、先述の麻薬及び向精神薬取締法をすり抜けることができたデザイナーズ・ドラッグであったが、2007年2月に麻薬指定を受け規制されることになった。